# Club Deportivo Juventud Olímpica
El Club Deportivo Juventud Olímpica Metalio, conocido comúnmente como Juventud Olímpica , fue un equipo de fútbol de El Salvador que jugó en la Primera División de El Salvador, la liga de fútbol más importante del país.

## Historia
Fue fundado en el año 1939 en la ciudad de Metalio tras fusionarse con el CD Maya. En la temporada 1974-75 cambió de nombre por el de Negocios Internacionales, pero 1 año después regresaron a su nombre original, en la Temporada 1999-2000 desciende a la Segunda División de El Salvador y 3 años después desciende a la Tercera División de El Salvador y para el año 2007, el equipo deja de existir. Fue campeón de Liga en 2 ocasiones con 4 subcampeonatos.
A nivel internacional participó en 3 torneos continentales, donde su mejor participación fue en la Copa de Campeones de la Concacaf del año 1974, en la que fue eliminado en la Segunda ronda por el Aurora FC de Guatemala.

## Palmarés
| Competición nacional                  | Títulos     | Subcampeonatos                              |
| ------------------------------------- | ----------- | ------------------------------------------- |
| Primera División de El Salvador (2/6) | 1971 y 1973 | 1938, 1942, 1952-53, 1963-64, 1972, 1974-75 |
|                                       |             |                                             |
| Segunda División de El Salvador (1)   | Cl. 2000.   |                                             |

| Competición regional           | Títulos           | Subcampeonatos |
| ------------------------------ | ----------------- | -------------- |
| Zona Centro de El Salvador (2) | 1934-35 y 1935-36 |                |

Sin Embargo estos títulos regionales se consideran nacionales.

## Participación en competiciones de la Concacaf
- Copa de Campeones de la Concacaf: 2 apariciones

1973 - Primera ronda
1974 - Segunda ronda
1975 - Primera ronda
- Copa Fraternidad Centroamericana: 2 apariciones

1973 - 5.º lugar
1975 - 6.º lugar

## Tabla en torneos internacionales
| Torneo                           | J  | G | E | P  | GF | GC |
| -------------------------------- | -- | - | - | -- | -- | -- |
| Copa Fraternidad Centroamericana | 30 | 6 | 5 | 19 | 25 | 49 |
| Champions League                 | 8  | 1 | 3 | 5  | 9  | 12 |
| TOTAL                            | 38 | 7 | 8 | 24 | 34 | 61 |

## Jugadores destacados
| - Juan Quinteros - Guillermo Castro - Tomás Pineda - Alfredo Rivera - Silvio Aquino - Albert Fay - Miguel Ángel Cobián - Manuel Cañadas | - Mario Arnoldo Montoya - Eduardo Hernández Martínez - César Reynosa - Rodolfo Ruiz - Gualberto Fernández - Rodrigo Osorio - Ricardo Díaz - Ricardo Sosa | - Rigoberto Guzmán - Luis Ernesto Tapia - Luis Ramírez Zapata - Armando Chacón - Juan Ramón Martínez - Manuel Ramos y Ramos - Moisés González - Armando Melgar |

## Entrenadores destacados
| - Luis Comitante (1967) - Juan Quarterone (1973) - Gregorio Bundio (1974) - Ricardo Tomasino (1974–1975) - Víctor Manuel Ochoa 1975) - Walter Cifuentes (1999) | - Luis Ángel León (2000) - Raúl Magaña - Jorge Tupinambá dos Santos - Santiago Chicas - Mauro Liberia |